# Iiella kojimaensis
Iiella kojimaensis är en kräftdjursart som först beskrevs av Nakazawa 1910.  Iiella kojimaensis ingår i släktet Iiella och familjen Mysidae. Inga underarter finns listade i Catalogue of Life.